# 신윤정 (1970년)
신윤정(한국 한자: 申允廷, 1970년 6월 11일 ~ )은 대한민국의 배우이다. 본관은 평산(平山)이다.

## 학력
- 서울역촌국민학교 (졸업) (1983년)
- 선정여자중학교 (졸업) (1986년)
- 선일여자고등학교 (졸업) (1989년)
- 단국대학교 연극영화학과 (졸업) (1990학번)

## 생애
충청남도 대전 출생이며 서울에서 성장하였다. 대표작으로는 드라마 《행복한 여자》, 《대원군》등이 있다.
1979년 영화 《단짝》의 단역으로 영화배우 첫 데뷔를 하였고 1988년 MBC 문화방송 드라마 《모래성》으로 MBC 특채 연기자 데뷔하였으며 이듬해 1989년 11월 MBC 19기 공채 탤런트로 정식 데뷔하였고 1년 후 1990년 영화 《남부군》에 단역 출연하였으며 1992년 영화 《겨울미리내》에 주연하였고 이 영화로 영화 조연출가 데뷔하였다.
신장은 160cm이고 체중은 42kg이며 그림 그리기와 피아노 연주에 취미가 있고 수영과 노래에 특기가 있다. 1990년에는 MBC 드라마 《조선왕조 오백년 - 대원군》에서 철종 임금의 첫사랑인 양순이 역으로 출연하였다.
1996년 11월 2일에는 연세대학교 의과대학 졸업 출신인 진훈(陳薰)과 결혼하였고 이후 그와의 사이에서 딸 진세은(陳世恩, 1999년 4월 30일(25세) 서울 출생)을 두었다. 부부와 딸이 독실한 개신교 신자이다.
연기자 장서희와는 MBC 공채 탤런트 19기 동기이지만 본인(신윤정) 장서희  등 MBC 공채 19기 출신이  대부분의 공채 탤런트들과 마찬가지로 과거 TV 연속극에 고정출연했거나 단막극 또는 단역 연기로 브라운관에 얼굴을 비쳤던 터라 참신성에서 'F학점'을 받기도 했다.

## 텔레비전 드라마
- 1988년 MBC 《모래성》
- 1988년 MBC 《푸른 계절》  현지 역
- 1988년 MBC 《거리의 악사》 여승 역
- 1989년 KBS1 《토지》 송영선 역
- 1989년 MBC 《행복한 여자》 애경 역
- 1990년 MBC 《한지붕 세가족》 신윤경 역
- 1990년 MBC 《대원군》 양순 역
- 1990년 MBC 《두 권의 일기》
- 1991년 MBC 《장미빛 인생》 송미 역
- 1991년 MBC 《내 마음은 호수》 문진수 역
- 1991년 MBC 《여명의 눈동자》
- 1992년 MBC 《억새 바람》 정아 역
- 1993년 SBS 《열정시대》 윤다혜 역 (중도하차)
- 1993년 KBS2 《살아남은 자의 슬픔》 오라라 역
- 1994년 KBS2 《그대 있음에》
- 1994년 MBC 《새야 새야 파랑새야》 도영의 연인 역
- 1994년 KBS2 《그대에게 가는 길》
- 1995년 KBS1 《바람은 불어도》 황선미 역
- 1995년 KBS1 《한울타리》
- 1996년 KBS2 《조광조》 초선 역
- 1996년 MBC 《가슴을 열어라》
- 1997년 MBC 《못 잊어》
- 1998년 MBC 《사랑밖엔 난 몰라》
- 1998년 SBS 《엄마의 딸》 정애 역
- 2000년 SBS 《루키》
- 2002년 SBS 《엄마의 노래》
- 2004년 KBS2 《진주 목걸이》
- 2004년 KBS2 《두번째 프러포즈》
- 2009년 TvN 《세 남자》

## 시트콤
- 1995년 SBS 《LA아리랑》
- 1996년 HBS 《삼층집 사람들》
- 1997년 MBC 《남자 셋 여자 셋》

## 영화
- 1979년 《단짝》
- 1990년 《남부군》
- 1991년 《지금 우리는 사랑하고 싶다》
- 1991년 《영구와 땡칠이 4 - 홍콩 할매 귀신》
- 1992년 《겨울 미리내》
- 2003년 《하늘정원》

## 텔레비전 프로그램
- 1992년 SBS 《쟈니윤 이야기쇼》... 게스트
- 1996년 KBS2 《도전! 지구탐험대》 ... 게스트
- 1998년 iTV 경인방송 《iTV 3일간의 사랑》 ... 게스트
- 2003년 동아TV 《비바 웨딩》

## 뮤지컬
- 1993년 《오페라의 유령》 ... 크리스틴 역(주연)

## 연극
- 1994년 《약한 자의 슬픔》 ... 엘리자베스 역(주연)

## 라디오 프로그램
- 2015년 EBS FM 《EBS 책 읽는 라디오 낭독 시리즈》

## 광고
- 1990년 대상 - 쇠고기 맛나
- 1991년 위니아전자 - 인공지능 냉장고 셀프
- 1991년 신성통상 유니온베이 (feat 김세준)
- 1991년 오리온 - 포카칩
- 1991년 오리온 - 에클레아 (feat 김영배)
- 1991년 도서출판 장원 - 서울 동키호테
- 1991년 보령제약 - 멘소래담 로숀
- 1993년 해태냉동 - 셀프치킨 (feat 김응석)
- 1994년 빙그레 - 김치 맛보면
- 1996년 농심 -  모밀국수
- 1996년 GC 키노산 음료 "유" (feat 곽진영,박형준,김나운,박주미)